# Cicurina pagosa
Cicurina pagosa là một loài nhện trong họ Dictynidae.
Loài này thuộc chi Cicurina. Cicurina pagosa được Ralph Vary Chamberlin & Wilton Ivie miêu tả năm 1940.